# Szewczenko (hromada Komar)
Szewczenko (ukr. Шевченко) – osiedle na Ukrainie, w obwodzie donieckim, w rejonie wołnowaskim, w hromadzie Komar. W 2001 liczyło 1200 mieszkańców.